# علم سورينام

علم سورينام مابين عامي 1959 - 1975

أعتمد علم سورينام (بالهولندية: Vlag van Suriname) في 25 تشرين الثاني - نوفمبر من سنة 1975 بعد الاستقلال عن هولندا،ويتكون العلم السورينامي من أربعة ألوان هي الأخضر، الأبيض، الأحمر والأصفر مرتبة على شكل خمسة أشرطة افقية بالألوان الأخضر والأبيض والأحمر على التوالي وتوجد نجمة صفراء على الشريط الأحمر من العلم

## معنى العلم
- الأخضر: يرمز إلى الأمل وإلى خصوبة الأرض.
- الأبيض: يرمز إلى العدالة والسلام.
- الأحمر: يرمز إلى التقدم والحب والكفاح من أجل حياة أفضل.
- النجمة الصفراء ترمز إلى وحدة الشعب.

## مواصفات العلم
- يتكون العلم من مستطيل أحمر وسط العلم ومستطيلين أخضرين على طرفي العلم الأعلى والأسفل وبين المستطيل الأحمر وكل مستطيل أخضر يوجد مستطيل أبيض، وفي وسط المستطيل الأحمر نجم أصفر
- طول العلم مرة ونصف عرضه
- عرض المستطيل الأحمر 40 % من عرض العلم
- عرض كل من المستطيلين الأخضرين 20 % من عرض العلم
- عرض كل من المستطيلين الأبيضين 10 % من عرض العلم
- قطر دائرة النجم الأصفر نفس عرض المستطيل الأحمر
- المسافة بين الرأس الأعلى للنجم وبين طرف المستطيل الأبيض المقابل له متساوية مع المسافة بين الرأسين الأسفلين للنجم وبين طرف المستطيل الأبيض المقابل لهما

## ألوان العلم
- الأبيض
- الأصفر: ح خ ز 236 / 200 / 29، س م ص د 0 / 15 / 88 / 7، ست عشري ECC81D
- الأحمر: ح خ ز 180 / 10 / 45، س م ص د 0 / 94 / 75 / 29، ست عشري B40A2D
- الأخضر: ح خ ز 55 / 126 / 63، س م ص د 56 / 0 / 50 / 51، ست عشري 377E3F